# Haus zum Horn

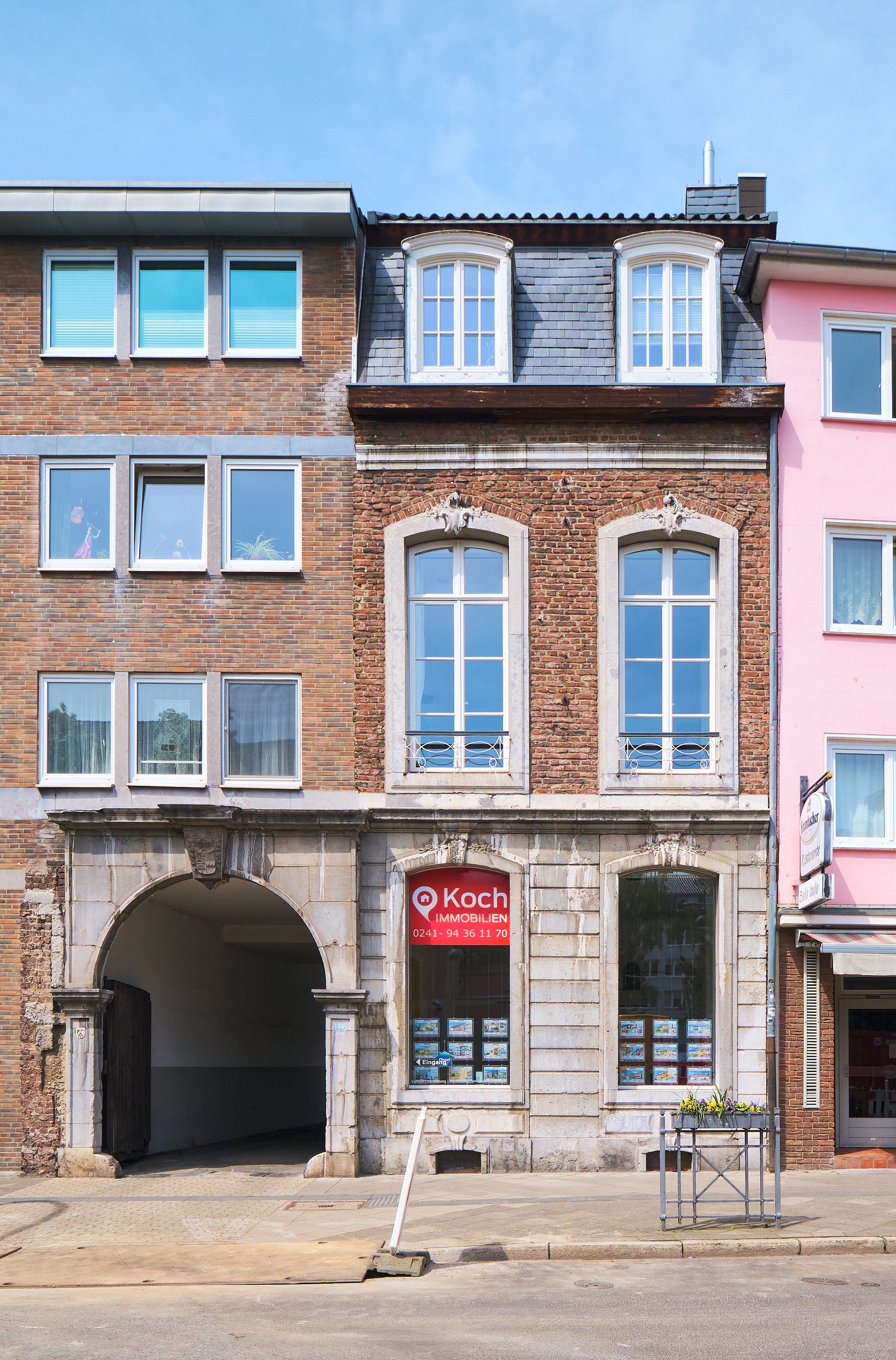
Haus Zum Horn

Das Haus Zum Horn ist ein denkmalgeschütztes Wohnhaus in Aachen. Es hat seinen Namen von Wilhelm VII. van Horn († 21. Juli 1433), dem Besitzer des Vorgängerbaus und Förderer des benachbarten Dominikanerklosters Aachen. Dieser war verheiratet mit Johanna von Moers und sie hatten den Sohn Jakob I., der eine Gedenktafel an der Grabplatte seines Vaters in der Dominikanerkirche St. Paul stiftete und später zu den Franziskanern übertrat.

## Beschreibung

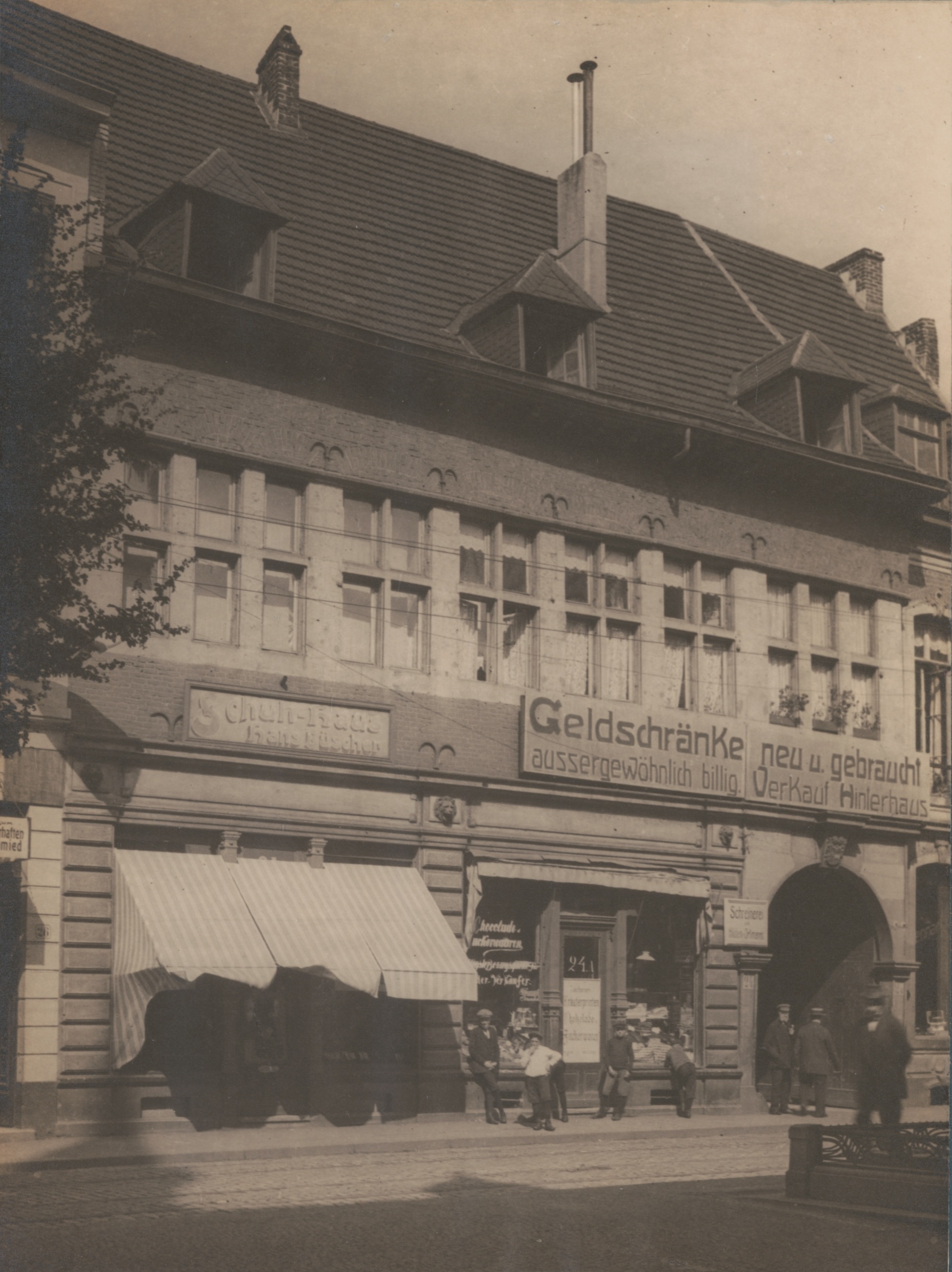
Haus zum Horn um 1915

1659 wurde an der heutigen Jakobstraße 24 nach dem großen Stadtbrand ein zweigeschossiger 14-achsiger Blausteinfachwerkbau in für Aachen charakteristischem Blausteinfachwerk mit Kreuzstockfenstern und monumentaler rundbogiger Toreinfahrt errichtet. In diesem und in den Nachbargebäuden bis zum Haus Nummer 18, dem Haus Zum güldenen Vercken (Haus Zum goldenen Schwein) und späteren Marianneninstituts, richtete Cornelius Chorus (1659–1754), der Zunftmeister der Nadler, die von seinem Vater Qurin Chorus (1632–1687) geerbte und 1654 gegründete Nadelfabrik ein, die dort bis 1881 verblieb. Der von seinem gleichnamigen Sohn (1701–1774) in Auftrag gegebene zweiachsige und 1757 von Johann Joseph Couven geschaffene Erweiterungsbau für die Fabrikdirektion gilt aufgrund seiner vertikal ausgerichteten Proportionen und der feinen Fensterprofilierungen als ein bedeutendes Beispiel des Aachener Rokokos. Im Schlussstein über dem Torbogen ist reliefartig das Familienwappen des Nadelherstellers Cornelius Chorus, des Älteren aufgetragen. Unten links im Wappenfeld befindet sich die charakteristische Egge der Familie. Lesbar ist das Motto „Omnia fide spe“ (Alles im Glauben und in der Hoffnung).
Im Zweiten Weltkrieg wurde das Gebäude bis auf den Torbogen und den Erweiterungsbau zerstört, 1952 wurde ein Neubau unter Wiedererrichtung des Tores auf neuen Fundamenten und Erhalt des Couven-Flügels errichtet.